# 1959年アメリカグランプリ
1959年アメリカグランプリ (1959 United States Grand Prix) は、1959年のF1世界選手権第9戦（最終戦）として、1959年12月12日にセブリング・インターナショナル・レースウェイで開催された。
2回目（1908年から1916年にかけて断続的に開催されたアメリカン・グランド・プライズ(American Grand Prize)を含めると9回目）のアメリカグランプリは42周、351kmで行われた。アメリカグランプリがF1世界選手権に組み込まれたのは当レースが最初で、セブリングでは唯一のF1世界選手権レースの開催である。

## レース概要
前戦イタリアGPから3ヶ月のインターバルを経て、最終戦の当レースを迎えた。ドライバーズチャンピオン争いはジャック・ブラバム、スターリング・モス、トニー・ブルックスの3人に絞られた。3人のチャンピオン獲得の条件は以下の通りである。
- ブラバム（31点）
  - 2位以上で、モスが3位以下
  - 3位でファステストラップを獲得して[2]、モスが4位以下
  - ブルックスが2位以下で、モスが3位以下
- モス（25.5点）
  - 優勝
  - 2位でブラバムが3位以下、かつブルックスが優勝とファステストラップの両方を獲得しない
  - 2位でファステストラップを獲得して、ブラバムが3位以下
- ブルックス（23点）
  - 優勝とファステストラップを獲得して、ブラバムが3位以下
  - 優勝して、モスが2位でファステストラップを獲得しないか3位以下、ブラバムが3位以下

ポールポジションはロブ・ウォーカー・レーシングチームのクーパー・T51をドライブするモスが獲得し、クーパー・ワークスのブラバムが2位、BRMの欠場によりプライベーターのクーパーをドライブするハリー・シェルが3位と、クーパー勢がフロントローを独占した。フロントエンジンのフェラーリは2-3列目が精一杯で、ブルックスは2列目の4番手からスタートする。
スタート直後にブルックスはチームメイトのヴォルフガング・フォン・トリップスに追突され、ピットインを強いられて早々に優勝争いから脱落した。モスも6周目にリタイアして、この年もチャンピオン獲得には至らなかった。これでブラバムは有利な立場で首位を走行し続けたが、最終ラップで燃料切れとなってしまう。ブラバムはマシンを押して4位でフィニッシュし、ブルックスが3位に終わったためブラバムのチャンピオンが決定した。レースを制したのはブラバムのチームメイトのブルース・マクラーレンで、22歳104日での優勝はF1最年少記録である。2003年ハンガリーGPでフェルナンド・アロンソ（当時22歳26日）が塗り替えるまで、マクラーレンは44年間に渡って最年少記録を保持した。
チャンピオン争いが繰り広げられたレースだったが、観客はたった2万人にすぎなかった。
当レースのみの出走となった珍しいマシンもあった。本年のインディ500を制したロジャー・ワードがカーティス・クラフトのダートコース用ミジェットカー（オッフェンハウザーの1.75L直列4気筒エンジンをフロントに搭載）で出走したが、予選で首位モスから43秒差の最下位と全く勝負にならなかった。かつてマセラティでデザイナーを務めていたバレリオ・コロッティが創設したストゥディオ・テクニカ・メッカニカでマセラティ・250Fの発展型「テック＝メック」を制作し、カモラーディ・インターナショナルからフリッツ・ドーリーが出走した。1957年に撤退したコンノートで未完成のまま眠っていた「タイプC」（エンジンはタイプBと同じアルタ直列4気筒）も当レースのみの出走だった（ドライバーはボブ・セッド）。

## エントリーリスト
| No.     | ドライバー                         | エントラント                                   | コンストラクター     | シャシー   | エンジン                    | タイヤ |
| ------- | ---------------------------------- | ---------------------------------------------- | -------------------- | ---------- | --------------------------- | ------ |
| 1       | ロジャー・ワード                   | リーダー・カーズ・インク                       | カーティス・クラフト | ミジェット | オッフェンハウザー 1.75L L4 | ?      |
| 2       | トニー・ブルックス                 | スクーデリア・フェラーリ                       | フェラーリ           | 246        | フェラーリ Tipo155 2.4L V6  | D      |
| 3       | クリフ・アリソン                   | スクーデリア・フェラーリ                       | フェラーリ           | 246        | フェラーリ Tipo155 2.4L V6  | D      |
| 4       | ヴォルフガング・フォン・トリップス | スクーデリア・フェラーリ                       | フェラーリ           | 246        | フェラーリ Tipo155 2.4L V6  | D      |
| 5       | フィル・ヒル                       | スクーデリア・フェラーリ                       | フェラーリ           | 246        | フェラーリ Tipo155 2.4L V6  | D      |
| 6       | モーリス・トランティニアン         | RRC ウォーカー・レーシングチーム               | クーパー             | T51        | クライマックス FPF 2.5L L4  | D      |
| 7       | スターリング・モス                 | RRC ウォーカー・レーシングチーム               | クーパー             | T51        | クライマックス FPF 2.5L L4  | D      |
| 8       | ジャック・ブラバム                 | クーパー・カー・カンパニー                     | クーパー             | T51        | クライマックス FPF 2.5L L4  | D      |
| 9       | ブルース・マクラーレン             | クーパー・カー・カンパニー                     | クーパー             | T51        | クライマックス FPF 2.5L L4  | D      |
| 10      | イネス・アイルランド               | チーム・ロータス                               | ロータス             | 16         | クライマックス FPF 2.5L L4  | D      |
| 11      | アラン・ステイシー                 | チーム・ロータス                               | ロータス             | 16         | クライマックス FPF 2.5L L4  | D      |
| 12      | ロイ・サルヴァドーリ               | ハイ・エフィシエンシー・モータース             | クーパー             | T45        | マセラティ 250S 2.5L L4     | D      |
| 14      | アレハンドロ・デ・トマソ           | オスカ・オートモビリ                           | クーパー             | T43        | オスカ Tipo372 2.0L L4      | D      |
| 15      | フリッツ・ドーリー                 | カモラーディ・インターナショナル               | テック＝メック       | F415       | マセラティ 250F1 2.5L L6    | D      |
| 16      | ジョージ・コンスタンチン           | マイク・テイラー                               | クーパー             | T51        | クライマックス FPF 2.5L L4  | D      |
| 17      | ハリー・ブランチャード             | ブランチャード・オートモビル・コーポレーション | ポルシェ             | RSK        | ポルシェ 547/3 1.5L F4      | ?      |
| 18      | ボブ・セッド                       | ポール・エメリー・コンノート・カーズ           | コンノート           | C          | アルタ GP 2.5L L4           | D      |
| 19      | ハリー・シェル                     | エキュリー・ブルー                             | クーパー             | T51        | クライマックス FPF 2.5L L4  | D      |
| 21      | エットーレ・チメリ 1               | エットーレ・チメリ                             | マセラティ           | 250F       | マセラティ 250F1 2.5L L6    | D      |
| 22      | フィル・ケード                     | フィル・ケード                                 | マセラティ           | 250F       | マセラティ 250F1 2.5L L6    | D      |
| ソース: |                                    |                                                |                      |            |                             |        |

追記
- ^1 - エントリーしたが出場せず

## 結果

### 予選
| 順位    | No. | ドライバー                         | コンストラクター                        | タイム | 差     |
| ------- | --- | ---------------------------------- | --------------------------------------- | ------ | ------ |
| 1       | 7   | スターリング・モス                 | クーパー-クライマックス                 | 3:00.0 | －     |
| 2       | 8   | ジャック・ブラバム                 | クーパー-クライマックス                 | 3:03.0 | + 3.0  |
| 3       | 19  | ハリー・シェル                     | クーパー-クライマックス                 | 3:05.2 | + 5.2  |
| 4       | 2   | トニー・ブルックス                 | フェラーリ                              | 3:05.9 | + 5.9  |
| 5       | 6   | モーリス・トランティニアン         | クーパー-クライマックス                 | 3:06.0 | + 6.0  |
| 6       | 4   | ヴォルフガング・フォン・トリップス | フェラーリ                              | 3:06.2 | + 6.2  |
| 7       | 3   | クリフ・アリソン                   | フェラーリ                              | 3:06.9 | + 6.9  |
| 8       | 5   | フィル・ヒル                       | フェラーリ                              | 3:07.2 | + 7.2  |
| 9       | 10  | イネス・アイルランド               | ロータス-クライマックス                 | 3:08.2 | + 8.2  |
| 10      | 9   | ブルース・マクラーレン             | クーパー-クライマックス                 | 3:08.6 | + 8.6  |
| 11      | 12  | ロイ・サルヴァドーリ               | クーパー-マセラティ                     | 3:12.0 | + 12.0 |
| 12      | 11  | アラン・ステイシー                 | ロータス-クライマックス                 | 3:13.8 | + 13.8 |
| 13      | 18  | ボブ・セッド                       | コンノート-アルタ                       | 3:27.3 | + 27.3 |
| 14      | 14  | アレハンドロ・デ・トマソ           | クーパー-オスカ                         | 3:28.0 | + 28.0 |
| 15      | 16  | ジョージ・コンスタンチン           | クーパー-クライマックス                 | 3:30.6 | + 30.6 |
| 16      | 17  | ハリー・ブランチャード             | ポルシェ                                | 3:32.7 | + 32.7 |
| 17      | 15  | フリッツ・ドーリー                 | テック＝メック-マセラティ               | 3:33.4 | + 33.4 |
| 18      | 22  | フィル・ケード                     | マセラティ                              | 3:39.0 | + 39.0 |
| 19      | 1   | ロジャー・ワード                   | カーティス・クラフト-オッフェンハウザー | 3:43.8 | + 43.8 |
| ソース: |     |                                    |                                         |        |        |

### 決勝
| 順位    | No. | ドライバー                         | コンストラクター                        | 周回数 | タイム/リタイア原因 | グリッド | ポイント |
| ------- | --- | ---------------------------------- | --------------------------------------- | ------ | ------------------- | -------- | -------- |
| 1       | 9   | ブルース・マクラーレン             | クーパー-クライマックス                 | 42     | 2:12:35.7           | 10       | 8        |
| 2       | 6   | モーリス・トランティニアン         | クーパー-クライマックス                 | 42     | + 0.6               | 5        | 7 1      |
| 3       | 2   | トニー・ブルックス                 | フェラーリ                              | 42     | + 3:00.9            | 4        | 4        |
| 4       | 8   | ジャック・ブラバム                 | クーパー-クライマックス                 | 42     | + 4:57.3            | 2        | 3        |
| 5       | 10  | イネス・アイルランド               | ロータス-クライマックス                 | 39     | + 3 Laps            | 9        | 2        |
| 6       | 4   | ヴォルフガング・フォン・トリップス | フェラーリ                              | 38     | + 4 Laps            | 6        |          |
| 7       | 17  | ハリー・ブランチャード             | ポルシェ                                | 38     | + 4 Laps            | 16       |          |
| Ret     | 3   | クリフ・アリソン                   | フェラーリ                              | 23     | クラッチ            | 7        |          |
| Ret     | 12  | ロイ・サルヴァドーリ               | クーパー-マセラティ                     | 23     | トランスミッション  | 11       |          |
| Ret     | 1   | ロジャー・ワード                   | カーティス・クラフト-オッフェンハウザー | 20     | クラッチ            | 19       |          |
| Ret     | 14  | アレハンドロ・デ・トマソ           | クーパー-オスカ                         | 13     | ブレーキ            | 14       |          |
| Ret     | 5   | フィル・ヒル                       | フェラーリ                              | 8      | クラッチ            | 8        |          |
| Ret     | 15  | フリッツ・ドーリー                 | テック＝メック-マセラティ               | 6      | オイル漏れ          | 17       |          |
| Ret     | 7   | スターリング・モス                 | クーパー-クライマックス                 | 5      | トランスミッション  | 1        |          |
| Ret     | 19  | ハリー・シェル                     | クーパー-クライマックス                 | 5      | クラッチ            | 3        |          |
| Ret     | 16  | ジョージ・コンスタンチン           | クーパー-クライマックス                 | 5      | オーバーヒート      | 15       |          |
| Ret     | 11  | アラン・ステイシー                 | ロータス-クライマックス                 | 2      | クラッチ            | 12       |          |
| Ret     | 18  | ボブ・セッド                       | コンノート-アルタ                       | 0      | アクシデント        | 13       |          |
| DNS     | 22  | フィル・ケード                     | マセラティ                              |        | エンジン            | 18       |          |
| ソース: |     |                                    |                                         |        |                     |          |          |

追記
- ^1 - ファステストラップの1点を含む

## ランキング
|   | 順位 | ドライバー                 | ポイント |
| - | ---- | -------------------------- | -------- |
|   | 1    | ジャック・ブラバム         | 31 (34)  |
| 1 | 2    | トニー・ブルックス         | 27       |
| 1 | 3    | スターリング・モス         | 25.5     |
|   | 4    | フィル・ヒル               | 20       |
| 1 | 5    | モーリス・トランティニアン | 19       |

|  | 順位 | コンストラクター        | ポイント |
|  | ---- | ----------------------- | -------- |
|  | 1    | クーパー-クライマックス | 40 (53)  |
|  | 2    | フェラーリ              | 32 (38)  |
|  | 3    | BRM                     | 18       |
|  | 4    | ロータス-クライマックス | 5        |

- 注:  トップ5のみ表示。ベスト5戦のみがカウントされる。ポイントは有効ポイント、括弧内は総獲得ポイント。